# يوم سراوق

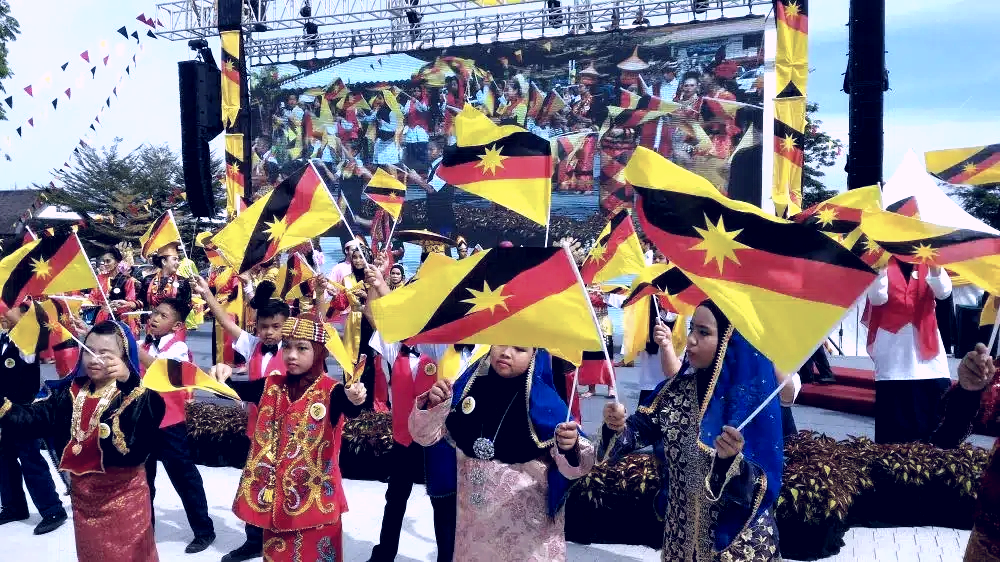
احتفال يوم سراوق

يوم سراوق هو عطلة رسمية يحتفل به في كل يوم 22 يوليو من كل عام في ولاية سراوق في ماليزيا. وهو بمثابة احتفال بإقامة الاستقلال الذاتي والحكم الفعلي لولاية سراوق يوم22 يوليو 1963.
أعلنت حكومة سراوق عام 2016 أن يوم 22 يوليو هو عطلة رسمية يمثل يوم الاستقلال الرسمي لسراوق، وكان هذا الإعلان بمثابة دعوة لرفع مستوى الوعي حول ماضي سراوق ومساهمات قادتها السابقين. على الرغم من الاسم الرسمي يوم سراوق، إلا أن فهناك من لا يزال يتجنب استخدام هذا الاسم، بسبب قلة الوعي بشرعيته، كما أنه لا يزال البعض يجادل حول دقة اليوم التاريخية، مستشهدين بالتشريعات البريطانية التي لا تنص على استقلال سراوق بشكل رسمي. مع ذلك كانت هناك درجة من الاستقلال الفعلي في شكل حكم ذاتي قبل أن تشارك سراوق في تأسيس اتحاد جديد شكل ماليزيا الحالية مع شركاء آخرين.
طرحت حكومة ولاية سراوق فكرة عطل في يوم سراوق منذ عام 2012، بعد أن كان هناك استياء عام من العطلة العامة في يوم هاري ميرديكا. سمي اليوم رسميًا يوم استقلال سراوق، وتم إعلانه كأجازة رسمية لأول مرة في عام 2016.

## التاريخ
منحت سلطنة بروناي مملكة سراوق حكمًا لسلالة بروك في عام 1841، واعترفت بسراوق لاحقًا كدولة ذات سيادة من قبل الولايات المتحدة عام 1850 وبريطانيا العظمى عام 1864، وأصبحت طوعًا محمية بريطانية وفق الحماية العسكرية في عام 1888. بعد نهاية الحرب العالمية الثانية، تم إدارة الإقليم لفترة وجيزة من قبل الإدارة العسكرية البريطانية، ثم أصبحت مستعمرة التاج في عام 1946 عندما تم التنازل عنها للحكومة البريطانية من قبل تشارلز فاينر بروك. أدى نقل الإقليم إلى الإدارة الاستعمارية إلى احتجاجات كبيرة من جانب مواطني سراوق الذين كانوا يريدون استعادة استقلال سراوق. أدى ذلك إلى اغتيال دنكان ستيوارت الحاكم الثاني للمستعمرة على يد روزيلي دوبي، والذي تم القبض عليه ثم تم شنقه بتهمة القتل. خلف منصب حاكم الولاية أنتوني أبيل، الذي أصبح أيضًا أحد أعضاء لجنة كوبولد التي ضمت سراوق وشمال بورنيو إلى اتحاد ماليزيا.
مُنِحت سراوق الحكم الذاتي المستقل في 22 يوليو 1963، على أمل أنها ستشترك في تشكيل اتحاد ماليزيا في 16 سبتمبر من العام نفسه. يقال إنه قبل الاحتفال في 22 يوليو 1963، غادر ألكساندر واديل آخر حاكم للمستعمرة أستانا وصعد على متن قارب أبيض لعبور نهر سراوق، ثم سلم إدارة سراوق إلى مواطني سراوق، وتم إنزال علم مستعمرة جاك للمرة الأخيرة، ورفع علم سراوق. بعض المؤرخين يشككون في أهمية هذا الحدث فيما إذا كان الحدث قد أدى لمنح سراوق الاستقلال الكامل. في اليوم نفسه أعلن الحاكم المنتهية ولايته تعيين ستيفن كالونج ننغكان كأول رئيس وزراء لسراوق بالإضافة إلى تعيين أعضاء جدد في المجلس الأعلى الذين شكلوا أول حكومة وزارية للحكومة سراوق.
في عام 2016 أصدرت حكومة سراوق تحت رئاسة الوزير أدنان ساتم رسميًا يوم 22 يوليو إجازة عامة في سراوق، وأمر ينص على أنه من الآن فصاعدا يعرف يوم 22 يوليو بـ «يوم استقلال سراوق»